# Pilea cadierei
Espèce
Classification phylogénétique
Pilea cardierei est une espèce de plantes à fleurs de la famille des Urticaceae. Elle mesure entre 10 et 40 cm en hauteur. Elle est cultivée comme plante ornementale.